# Breathless (film, 2009)
Pour les articles homonymes, voir Breathless.
Pour plus de détails, voir Fiche technique et Distribution.
Breathless (똥파리, Ddongpari) est un film sud-coréen de Yang Ik-joon sorti le 16 avril 2009 en Corée du Sud, et le 14 avril 2010 en France.

## Synopsis
Leader impitoyable d'une bande de voyous, Sang-hoon met toute sa rage dans son métier de recouvreur de dettes. Sa vie et son quotidien sont une histoire de violence, à tel point qu'il semble incapable d'exprimer son attachement. Mais le hasard met sur son chemin Yeon-hee, une jeune lycéenne au passé étrangement similaire au sien et qui va lui tenir tête. La rencontre entre Sang-Hoon, ultra violent crachant son venin à quiconque croise sa route, et Yeon-Hee, adolescente à fort caractère malmenée chez elle, va sensiblement bouleverser la vie de chacun.

## Fiche technique
- Titre : Breathless
- Titre original : 똥파리 (Ddongpari)
- Réalisation : Yang Ik-joon
- Scénario : Yang Ik-joon
- Producteur : Yang Ik-joon
- Montage : Yang Ik-joon
- Pays d'origine : Corée du Sud
- Format : couleurs - 2,35:1 - Dolby Digital - 35 mm
- Genre : comédie dramatique
- Durée : 130 minutes
- Dates de sortie : 16 avril 2009 (Corée du Sud), 14 avril 2010 (France)

## Distribution
- Yang Ik-joon : Sang-hoon
- Kim Kkot-bi : Han Yeon-hee
- Jeong Man-sik : Man-sik
- Lee Hwan : Han Young-jae
- Yun Seung-hun : Hwan-kyu, un des acolytes de Sang-hoon
- Kim Hee-su : Hyung-in, le neveu de Sang-hoon
- Park Jeong-sun : Seung-cheol, le père de Sang-hoon
- Lee Seung-yeon : Hyung-seo, la demi-sœur de Sang-hoon
- Oh Jung-se : l'homme à la nouille noire

## Autour du film
- Il s'agit du premier long métrage de Yang Ik-joon, jusqu'alors acteur dans de petits rôles.
- Le scénario a été écrit en vingt-trois jours.
- Littéralement, le titre coréen signifie « mouche à merde ».

## Nominations et distinctions
- Grand Prix du Festival Pacific Meridian
- Lotus du meilleur film (grand prix) et Lotus Air France (prix de la critique internationale), lors du Festival du film asiatique de Deauville 2010.
- Prix du jury du meilleur film, meilleur acteur pour Yang Ik-joon, lors du festival FanTasia 2009.
- Le Tigre d'or du meilleur film au Festival international du film de Rotterdam 2009.
- Prix du meilleur espoir masculin pour Yang Ik-joon et du meilleur espoir féminin pour Kim Kkot-bi, lors des Blue Dragon Awards 2009.
- Prix du meilleur espoir féminin pour Kim Kkot-bi et nomination au prix du meilleur nouveau réalisateur pour Yang Ik-joon, lors des Grand Bell Awards 2009.
- Nomination pour le prix de la meilleure actrice pour Kim Kkot-bi, lors des Asian Film Awards 2010.